# Божеполе-Крулевське
Божеполе-Крулевське (пол. Bożepole Królewskie, нім. Königlich Boschpol) — село в Польщі, у гміні Скаршеви Староґардського повіту Поморського воєводства.
Населення — 235 осіб (2011).
У 1975-1998 роках село належало до Гданського воєводства.

## Демографія
Демографічна структура станом на 31 березня 2011 року:
|          | Загалом | Допрацездатний вік | Працездатний вік | Постпрацездатний вік |
| -------- | ------- | ------------------ | ---------------- | -------------------- |
| Чоловіки | 126     | 38                 | 77               | 11                   |
| Жінки    | 109     | 31                 | 61               | 17                   |
| Разом    | 235     | 69                 | 138              | 28                   |